# Euchlaenidia neglecta
Euchlaenidia neglecta är en fjärilsart som beskrevs av Rothschild 1910. Euchlaenidia neglecta ingår i släktet Euchlaenidia och familjen björnspinnare. Inga underarter finns listade i Catalogue of Life.